# Torsten Lieberknecht
Torsten Lieberknecht, né le 1er août 1973 à Bad Dürkheim en Allemagne, est un footballeur allemand, qui évoluait au poste de milieu défensif. Il est aujourd’hui  entraîneur.

## Biographie

### Carrière de joueur
Lieberknecht commence sa carrière avec les équipes de jeunes du FV Haßloch puis du FC Haßloch et du VfL Neustadt. En 1990, il rejoint le FC Kaiserslautern en équipe de jeune. 
Après avoir fait ses preuves, Lieberknecht rejoint le groupe professionnel mais doit se contenter de rares apparitions ne prenant part qu'à 13 matchs et un but de Bundesliga, un match de coupe et une petite apparition en Coupe de l'UEFA portant son total à 15 matchs disputés et un but de 1992 à 1994.
Il fait ses débuts en Bundesliga le 26 août 1992, lors de la troisième journée de Bundesliga contre le SG Wattenscheid. Il remplace Axel Roos à la 76e minute de la partie (victoire 4-1). Lors de son deuxième match, il marque son premier but le 31 octobre, lors de la 12e journée de Bundesliga contre le VfL Bochum (victoire 4-1). Pour son premier match en Coupe de l'UEFA, lors du deuxième tour contre Sheffield Wednesday. Il remplace Marcel Witeczek à la 84e minute de la partie (2-2).
Lors de la saison 1993-1994, ce manque de temps de jeu (que 7 matchs) s'explique par une équipe de Kaiserslautern qui tourne bien avec ses cadres et qui finira vice-championne de Bundesliga à un point du Bayern Munich.
En juillet 1994, Lieberknecht s'engage avec le club de 2. Bundesliga le Waldhof Mannheim. Il fait ses débuts en 2. Bundesliga le 22 août 1994, lors de la première journée de 2. Bundesliga contre le FC Nuremberg (0-0). Utilisé à 22 reprises en championnat et deux matchs de coupe.
L'année suivante, il est transféré au FSV Mayence, en Bundesliga 2. Il fait ses débuts avec Mayence en 2. Bundesliga le 5 août 1995, lors de la première journée de 2. Bundesliga contre Hanovre 96 (défaite 2-0). Il marque son premier but le 12 mai 1996, lors de la 29e journée de Bundesliga contre le Carl Zeiss Jena (victoire 3-0). 
Il joue avec Mayence pendant 7 ans en prenant part à 89 matchs et 3 buts de 2. Bundesliga et 6 matchs de coupe portant son total à 95 matchs disputés et 3 buts de 1995 à 2002.
Lors du mercato d'été 2002, Lieberknecht qui n'est plus en odeur de sainteté à Mayence, est transféré au FC Sarrebruck en Regionalliga Süd. Il fait ses débuts en Regionalliga Süd le 24 août 2002, lors de la 7e journée de Regionalliga contre le SC Pfullendorf (défaite 1-5). Pour sa seule saison, il dispute un petit nombre de matchs, majoritairement lors des premières journées de Regionalliga Süd (que 7 matchs).
L'année suivante, il est transféré à l'Eintracht Brunswick, en Regionalliga Nord. Il fait ses débuts avec l'Eintracht le 7 septembre 2003, lors de la 6e journée de Regionalliga contre le Chemnitzer FC (victoire 2-0). Il marque son premier but le 30 avril 2004, lors de la 33e journée de Regionalliga contre le VfL Osnabrück (défaite 3-2). Lors de sa deuxième saison, il remporte le championnat de troisième division. Il joue avec Brunswick pendant 4 ans en prenant part à 82 matchs et 2 buts en championnat et 3 matchs de coupe portant son total à 85 matchs disputés et 2 buts de 2003 à 2007.
En 2007, il annonce la fin de sa carrière. Il intègre immédiatement le staff technique de l'Eintracht Brunswick, dans l'encadrement des jeunes.

### Carrière d'entraîneur
Lieberknecht prend en charge l'équipe des jeunes de l'Eintracht Brunswick pendant un an.
Le 12 mai 2008, il est nommé entraîneur de l'Eintracht Brunswick, à la suite de la démission de Benno Möhlmann. À la fin de la saison 2007-08 de la Regionalliga Nord, le club est en danger de rater la qualification pour la nouvelle troisième division la 3. Liga, ce qui signifie que l'Eintracht est relégable en quatrième division. Lors de la dernière journée, le club gagne la réserve du Borussia Dortmund de 2 à 0, le club termine à la 10e place du championnat et le club est promue dans la nouvelle troisième division.
Pour sa première saison pleine comme entraîneur, il mène l'Eintracht à la première place en 3. Liga. Brunswick valide sa montée en 2. Bundesliga. Durant la saison 2010-11, il prolonge son contrat avec l'Eintracht jusqu'en 2013. En été 2012, il prolonge à nouveau jusqu'en 2015.
Sa première saison en deuxième division, il mène l'Eintracht à la huitième place en 2. Bundesliga. Lors de sa deuxième saison en deuxième division, le club s'installera à la première place du podium, et sera élu champion d'automne. À la fin de la saison l'Eintracht termine vice-championne de 2. Bundesliga à 9 points de l'Hertha Berlin.
Cela a marqué le retour de l'Eintracht Brunswick en Bundesliga après une absence de 28 ans. Lieberknecht est largement reconnu dans les médias allemands comme l'une des figures clés de la résurgence du club après des années en deuxième et troisième division.

## Palmarès

### En tant que joueur
- Avec le FC Kaiserslautern : 
  - vice-champion de Bundesliga en 1994.

- Avec l'Eintracht Brunswick : 
  - champion de Regionalliga Nord en 2004.

### En tant qu'entraîneur
- Avec l'Eintracht Brunswick : 
  - champion de 3. Liga en 2011
  - vice-champion de 2. Bundesliga en 2014.

## Statistiques

### Statistiques de joueur
| Saison                | Club                  | Championnat           | Championnat | Championnat | Coupe(s) nationale(s) | Coupe(s) nationale(s) | Compétition(s) continentale(s) | Compétition(s) continentale(s) | Compétition(s) continentale(s) | Total | Total |
| Saison                | Club                  | Division              | M.          | B.          | M.                    | B.                    | Comp.                          | M.                             | B.                             | M.    | B.    |
| 1992 - 1993           | FC Kaiserslautern     | Bundesliga (D1)       | 6           | 1           | -                     | -                     | C3                             | 1                              | 0                              | 7     | 1     |
| 1993 - 1994           | FC Kaiserslautern     | Bundesliga            | 7           | 0           | 1                     | 0                     | -                              | -                              | -                              | 8     | 0     |
| 1994 - 1995           | Waldhof Mannheim      | 2. Bundesliga (D2)    | 22          | 0           | 2                     | 0                     | -                              | -                              | -                              | 24    | 0     |
| 1995 - 1996           | FSV Mayence           | 2. Bundesliga         | 29          | 1           | 2                     | 0                     | -                              | -                              | -                              | 31    | 1     |
| 1996 - 1997           | FSV Mayence           | 2. Bundesliga         | 28          | 2           | 1                     | 0                     | -                              | -                              | -                              | 29    | 2     |
| 1997 - 1998           | FSV Mayence           | 2. Bundesliga         | 7           | 0           | -                     | -                     | -                              | -                              | -                              | 7     | 0     |
| 1998 - 1999           | FSV Mayence           | 2. Bundesliga         | 3           | 0           | 1                     | 0                     | -                              | -                              | -                              | 4     | 0     |
| 1999 - 2000           | FSV Mayence           | 2. Bundesliga         | 11          | 0           | 1                     | 0                     | -                              | -                              | -                              | 12    | 0     |
| 2000 - 2001           | FSV Mayence           | 2. Bundesliga         | 9           | 0           | 1                     | 0                     | -                              | -                              | -                              | 10    | 0     |
| 2001 - 2002           | FSV Mayence           | 2. Bundesliga         | 2           | 0           | -                     | -                     | -                              | -                              | -                              | 2     | 0     |
| 2002 - 2003           | FC Sarrebruck         | Regionalliga (D3)     | 7           | 0           | 1                     | 0                     | -                              | -                              | -                              | 8     | 0     |
| 2003 - 2004           | Eintracht Brunswick   | Regionalliga          | 26          | 0           | 2                     | 0                     | -                              | -                              | -                              | 28    | 0     |
| 2004 - 2005           | Eintracht Brunswick   | Regionalliga          | 15          | 1           | -                     | -                     | -                              | -                              | -                              | 15    | 1     |
| 2005 - 2006           | Eintracht Brunswick   | 2. Bundesliga         | 21          | 0           | -                     | -                     | -                              | -                              | -                              | 21    | 0     |
| 2006 - 2007           | Eintracht Brunswick   | 2. Bundesliga         | 20          | 1           | 1                     | 0                     | -                              | -                              | -                              | 21    | 1     |
| Total sur la carrière | Total sur la carrière | Total sur la carrière | 213         | 6           | 13                    | 0                     | -                              | 1                              | 0                              | 227   | 6     |

### Statistiques d'entraîneur
| Eintracht Brunswick | 12 mai 2008      | 14 mai 2008        | 371 | 151 | 99 | 121 | 40,7  |
| MSV Duisbourg       | 2 octobre 2018   | 9 novembre 2020    | 81  | 29  | 22 | 30  | 35,45 |
| SV Darmstadt 98     | 1er juillet 2021 | 1er septembre 2024 | 112 | 44  | 22 | 46  | 39,28 |